# Otmar Alt

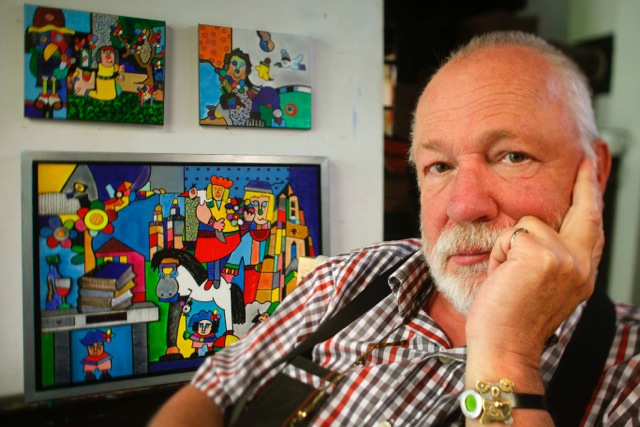
Otmar Alt (2014)

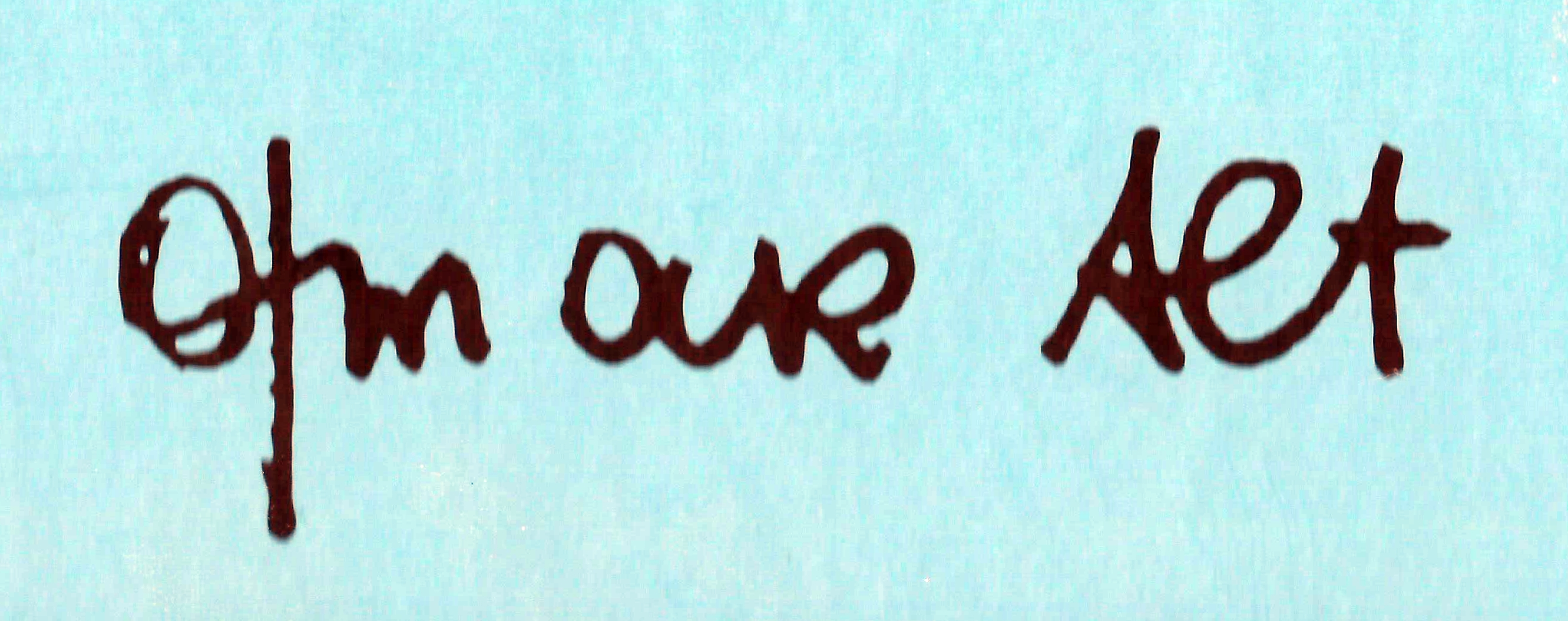
Signatur

Otmar Alt (* 17. Juli 1940 in Wernigerode) ist ein deutscher Maler, Grafiker, Designer und Bildhauer. Er vertritt den Leitgedanken: Kunst, die man erklären muss, ist langweilig. Gemeinsame Erkennungsmerkmale seiner Arbeiten ist die Experimentierfreudigkeit und die Farbenfrohheit.

## Leben

### Schule und Ausbildung
Otmar Alt ist Sohn des Kirchenmusikers und Musiklehrers Rudolf Hermann Alt und der aus einer Kaufmannsfamilie stammenden Dorothea Stiemke. Sein Vater war Mitglied der Herrnhuter Brüdergemeine. 1945 wurde die Wohnung des Vaters ausgebombt und das Vermögen der Familie ging verloren. Dadurch wechselte der Wohnort mehrfach. 1951 siedelte er mit seiner Mutter von Wernigerode dauerhaft nach West-Berlin um. Der Vater war Reiseleiter und lebte größtenteils von der Familie getrennt. Er starb 1958.
Alt besuchte ab 1952 in Berlin die Volksschule, die er mit der Mittleren Reife abschloss. Im Elternhaus erfuhr er erste Begegnungen mit Kunst und Musik. Seit seinem sechsten Lebensjahr erhielt er Klavier- und später Klarinettenunterricht. 1956 begann er eine Lehre als Schaufenstergestalter und Plakatmaler. Die Gesellenprüfung im Jahre 1958 bestand er mit Auszeichnung.

### Studium
1959 begann Alt ein Studium an der Meisterschule für Kunsthandwerk Berlin. Dort wurden vor allem Ausstellungsbau und Schrift unterrichtet. Wegen der zeitlich parallelen Aufnahmeprüfung an der Hochschule der Künste Berlin versäumte Alt die Abschlussprüfung.
1960 wurde Alt in die Vorklasse bei Walter Bergmann in der Abteilung für Angewandte Kunst aufgenommen. Er nahm zusätzlich am Aktzeichnen bei Hermann Bachmann teil, wodurch ihm der Übertritt in die freien Klassen gelang. Am Institut unterrichteten u. a. Karl Hartung, Bernhard Heiliger und Ulrich Knispel. Alt schulte sich zunächst im Malen der Natur und orientierte sich an abstrakter Malerei.
Zwischen 1964 und 1966 war Otmar Alt Meisterschüler bei Hermann Bachmann. Der junge Künstler bezog mit Waldemar Grzimek ein Atelier in der Görresstraße, das zuvor dem Bildhauer Richard Scheibe gehört hatte. Eine große Zahl informeller Arbeiten entstand hier. Etwa ab 1965 nahmen die Bilder figurative Züge an.

### Künstlerische Entwicklung
Nach Abschluss seines Studiums als Meisterschüler bei Bachmann war Alt als Bühnenbildassistent in Trier und Frankfurt am Main tätig. Seine erste Ausstellung hatte er in der Berliner Gaststätte Like Bari. Während dieser Tätigkeit lernte er die Pharmazeutin Inge Papenfuß kennen, die er später heiratete. 1970 wurde sein Sohn Fabian geboren. Während eines Aufenthalts in Italien in den 1970er Jahren verunglückte seine Ehefrau.
Alt eignete sich neue künstlerische Techniken an, die er für verschiedene Serien nutzte.
Im Frühjahr 2006 unterstützte Otmar Alt die RAG Ruhrkohle AG in Essen bei ihren Bemühungen, die Bewerbung der Stadt Essen und des Ruhrgebietes um die Europäische Kulturhauptstadt 2010 erfolgreich zu gestalten. Die Kampagne lief unter dem Slogan „I love Ruhrgebiet“. Dabei entstand die Liebeserklärung für das Ruhrgebiet in Form eines riesigen Plakates. 48.000 Ruhrgebietsbürger hatten für diese Aktion ihre persönlichen Liebeserklärungen an das Revier formuliert. 45 Teilnehmer hieraus wurden bestimmt, die in drei Workshops den Künstler Otmar Alt bei seiner Arbeit anregen und beflügeln sollten. Das dabei entstandene Kunstwerk umspannt einen illustren Bogen von typischen Merkmalen des Reviers, u. a. Currywurst und Fußball. Das von Alt geschaffene Kunstwerk ist von den für ihn typischen Figuren bevölkert. Im Mittelpunkt strahlt ein rotes Herz. Das Plakat ist 3.418 Quadratmeter groß und hat eine Höhe von 48 Metern. Ab dem 28. März 2007 zierte es für einige Wochen weithin sichtbar die RAG-Konzernzentrale: 16 Bergsteiger waren nötig, um das 1.200 Kilogramm schwere Transparent an dem 80 Meter hohen Gebäude zu enthüllen.
Alt lebt und arbeitet im Ortsteil Norddinker von Hamm (Nordrhein-Westfalen), in einem ehemaligen Bauernhaus. Gleich nebenan befindet sich das Haus der Otmar-Alt-Stiftung, das 1996 eröffnet wurde. Es präsentiert Alt'sche Bilder, aber auch Werke junger Künstler. Die Otmar-Alt-Stiftung wurde 1991 gegründet und unterstützt vor allem junge, talentierte Künstler mit Stipendien.

## Weitere Auszeichnungen (Auswahl)
1991 erhielt Otmar Alt den Kulturpreis der deutschen Freimaurer. Im Juni 2005 verlieh ihm die Stadtverwaltung den Wernigeröder Kunstpreis. Im Gegenzug schenkte Alt seiner Geburtsstadt eine am Tag der Preisverleihung enthüllte Plastik: einen Menschenkopf mit herausgestreckter Zunge – den Kunstschlecker.

## Werk

### Überblick
Alt ist ein Allround-Künstler, er befasst sich mit Malerei, Glasbildern, Bildhauerei, Keramikarbeiten bis zu Design. Kennzeichnend für seinen Stil ist, dass die Werke aus puzzleartig zusammengesetzten Farbfeldern mit präzisen Umrisslinien bestehen. Er verwendet meist reinbunte Farben, deren Leuchtkraft durch die Umrandung noch gesteigert wird. Tiere, v. a. Katzen, seltsame Wesen und die Zirkuswelt sind seine vorrangigen Themen.
Bereits mit seiner zweiten Einzelausstellung in der Berliner Galerie Katz erfuhr er öffentliche Anerkennung und positive Kritiken. Es folgten weitere Ausstellungen im In- und Ausland, Preise – wie 1967 der Franz Roh-Preis für König Wolke – und Projekte, die sowohl die wachsende Popularität als auch die Vielseitigkeit des Künstlers und Handwerkers Otmar Alt belegten: Es entstanden neben Gemälden, Grafiken und Skulpturen auch Kinderbücher, Olympia-Plakate, Wand- und Fassadengestaltungen, Springbrunnenanlagen, Bühnenbilder, u. v. m.
Alt setzt gern immer neue Materialien und Techniken ein und integriert oft Kunsthandwerker in den Entstehungsprozess seiner Arbeiten. Zu seinem Werk gehören auch zahlreiche Auftragsarbeiten (z. B. Wandmalereien, Wandreliefs, Plastiken, Porzellan, Möbel).
Alt übernimmt Aufträge verschiedener Art wie Gestaltung von Telefonkarten, Porzellan, Autos, T-Shirts, Regenschirmen, Kinderspielzeug oder selbst eines Eisenbahnzuges (Rurtalbahn GmbH). Aus einfachen Gebrauchsgegenständen entstehen so kleine Kunstwerke, die möglichst jedermann – unabhängig von Alter und Bildungsstand – zugänglich sein sollen.
Früh entdeckten Betrachter in seinen Bildern zaghaft angedeutete Figuren und Zeichen, die mittels phantasiereicher Titel auf neue Bedeutungsebenen gelangten: z. B. Baldi der Fröhliche 1964, Bildnis des König Wolke mit seiner grünen Ziege 1966.
Zum Kennzeichen Otmar Alts wurden Mitte der 1960er Jahre die – in ihren Umrisslinien und Farbfeldern an Drucke oder Pop-Art erinnernden – Puzzlebilder.
Alts Stil wird von Kunstkennern mit Künstlern der klassischen Moderne in Verbindung gebracht. Im direkten Vergleich aber bleibt er ein Künstler mit unverwechselbarem Stil.

### Illustrationen von Büchern, Katalogen und anderes

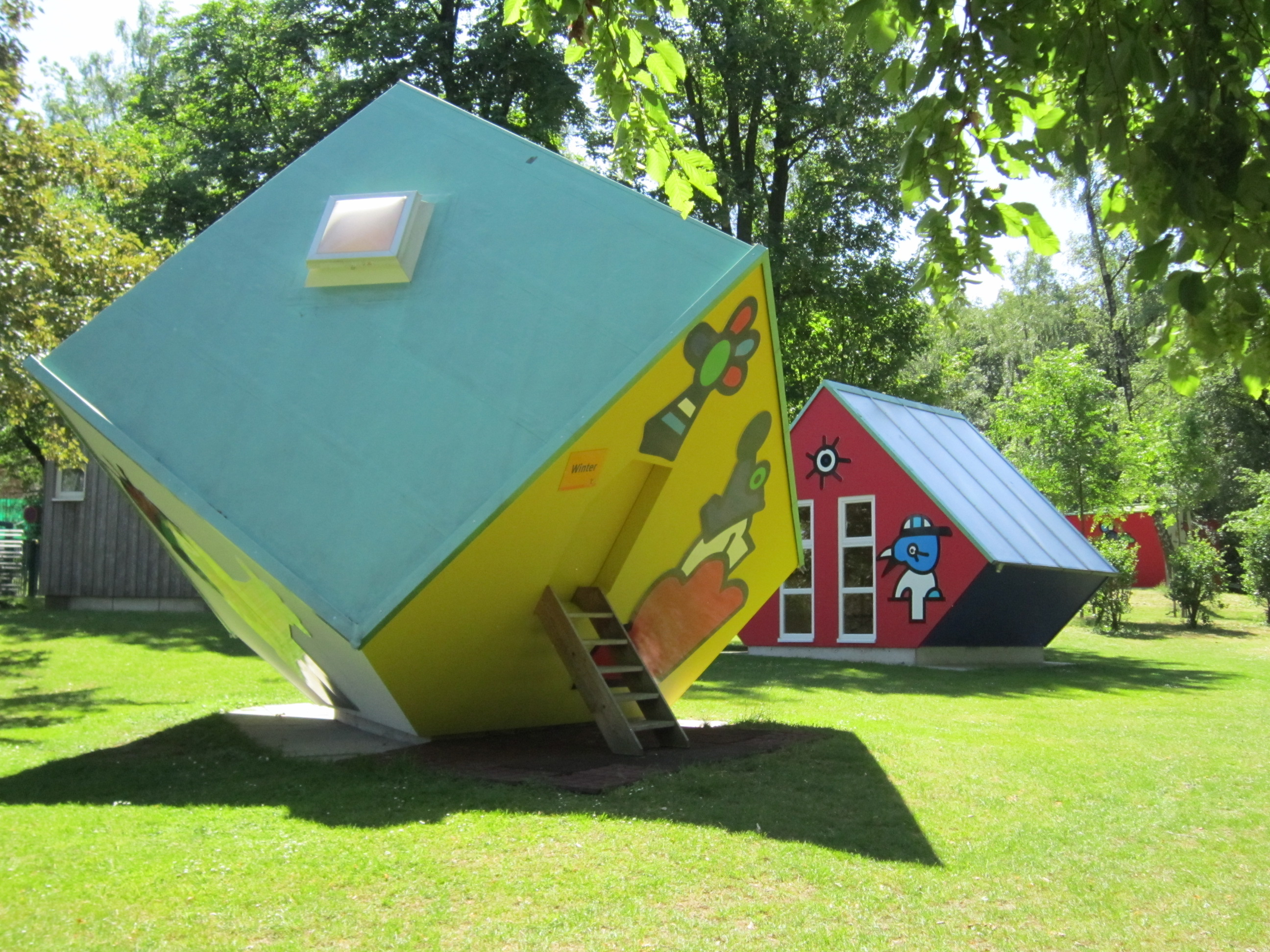
Picknickhäuser für die Landesgartenschau

Unzählige Kinderbücher enthalten Illustrationen des Künstlers, auch Bücher, mit denen sich Kinder die Kunst erschließen.
Im Jahr 2001 entwickelte Alt die Skulpturen/Hütten für die Landesgartenschau Nordrhein-Westfalen in Oelde. Passend dazu hat er der Stadt Oelde Würfel gewidmet, die bis heute noch an der Autobahn A2 stehen, Ausfahrt Oelde.
2003 gestaltete Alt den ersten (Berliner) Buddy Bären, der im Frühjahr 2004 im Mittelpunkt einer großen Otmar Alt-Ausstellung im Kronprinzenpalais (Berlin) gezeigt werden konnte.
Besonders aufwändig war die Gestaltung eines Zugfahrzeugs: Otmar-Alt-Sprinter

### Bühnenbilder
Ende der 1960er Jahre war der Künstler Bühnenbildassistent in Trier und später am Theater am Turm in Frankfurt am Main, wo einst Rainer Werner Fassbinder und Claus Peymann wirkten. Insgesamt hat Alt bis heute (Anfang der 2020er Jahre) acht Theaterinszenierungen mit seinen Ausstattungen und Kostümen begleitet. Darunter Die kleine Hexe nach Otfried Preußler, Molières Der Geizige, Figaros Hochzeit sowie die Ballette Höhle des Herzens und Der Nussknacker für das Westdeutsche Tourneetheater Remsc05 an den Sheid und die Ballettinszenierungen am Stadttheater in Hof Theater Hof. und 2004 mit der Rüdinghauser Dance Company im Städt. Saalbau Witten. In Münster kam im Mai 20tädtischen Bühnen die zeitgenössische Oper Die Eroberung von Mexico von Wolfgang Rihm zur Aufführung, bei der Otmar Alt die Ausstattung übernommen hatte. Für weitere Ballette, Theater- oder Opernaufführungen gestaltete er auch die Bühnenbilder.

### Innenansichten der Moderne
Die Sequenz der Innenansichten ist das Dokument einer eigenen Innenerkundung, wozu v. a. die Arbeitsweise der Übermalung dient. Bis zum Jahre 2005 sind über 200 derartige Bilder entstanden. Im Frühjahr 2005 zeigte das Rheinische Landesmuseum Bonn erstmals einen Großteil dieser Bilder mit einer eigenen Ausstellung Innenansichten der Moderne.
Der Künstler zeigt seinen Umgang mit bekannten Bildern der Moderne und stellt diesen eine expressionistische Verfremdung dieser Bilder gegenüber. So ist manchmal nur schwer das klassische Ausgangsbild erkennbar.
Eine Grafik des Künstlers wurde in der Spielzeit 2006/2007 als Platzhalter für Werbung der RAG Aktiengesellschaft auf den Trikots von Fußballbundesligist Borussia Dortmund genutzt.

### Der Rabe im Zentrum der Weltgeschichte
Das Weltkulturerbe Völklinger Hütte zeigte vom 5. April bis zum 2. November 2009 Otmar Alts 31-teiligen Bildzyklus Der Rabe im Zentrum der Weltgeschichte in einer Weltpremiere in der Möllerhalle und der Sinteranlage der Hütte. Die Arbeit an diesem Zyklus, dessen Arbeitstitel zunächst Der Blues des Lebens lautete, drei Jahre. Die Einzelgemälde haben das Format 200 × 170 Zentimeter und erzählen in Form einer Tierfabel Alts eigene Biografie. Die monumentalen Bildtafeln sind wie vielschichtige Collagen aufgebaut und vereinigen unterschiedliche Techniken. Auf einer gemalten Fläche im typischen Otmar Alt-Stil stehen im Halbrelief Alucubond-Platten, auf denen Fotos beispielsweise des Fotografen Robert Lebeck gedruckt sind. Es gibt keine Vorgabe und keine bestimmte Lesart dieser Tafeln, der Betrachter muss sich seinen eigenen Weg durch den Zyklus suchen.

## Werke im öffentlichen Raum und anderes (Auswahl)

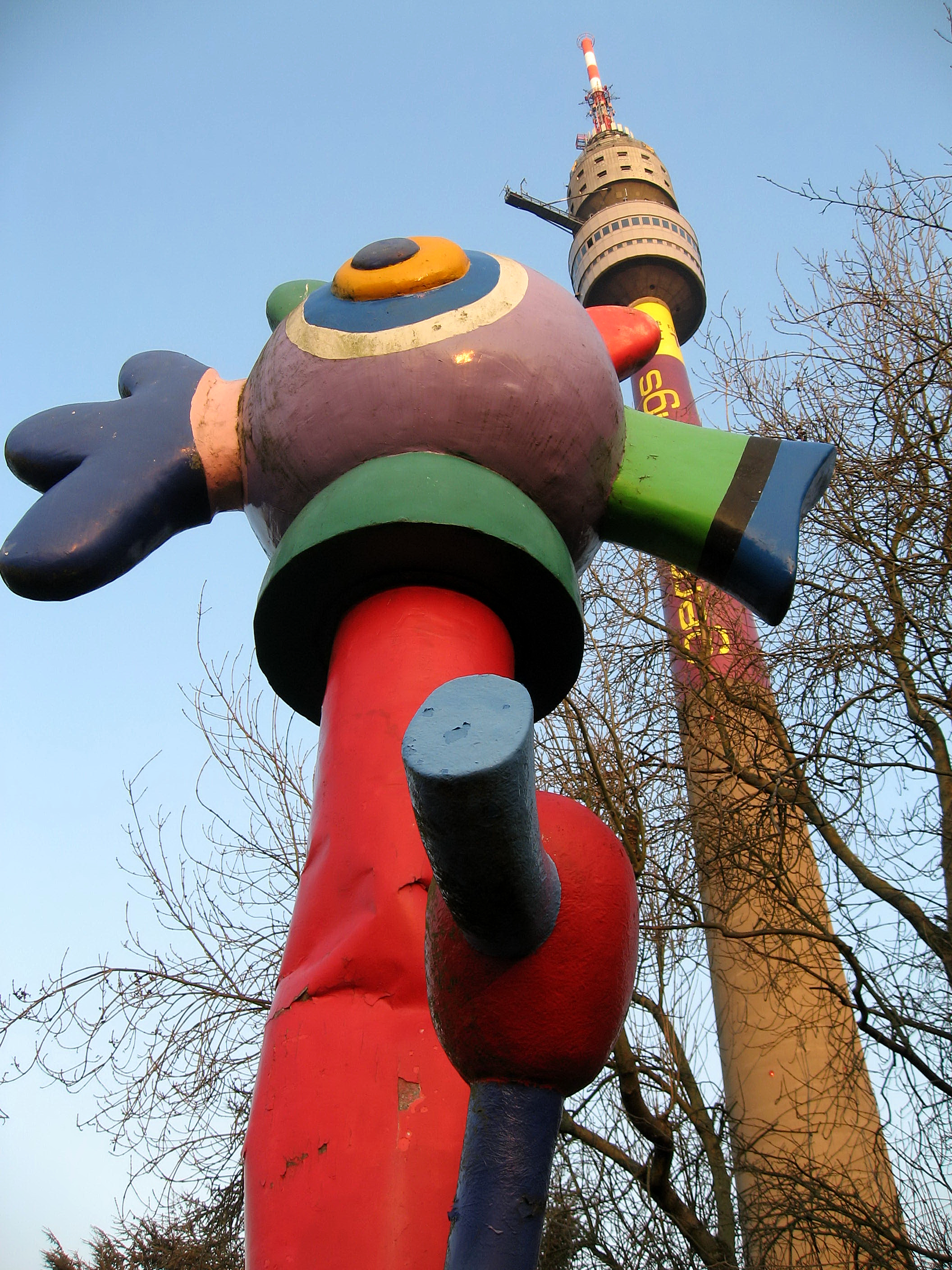
Skulptur Vogel im Westfalenpark Dortmund

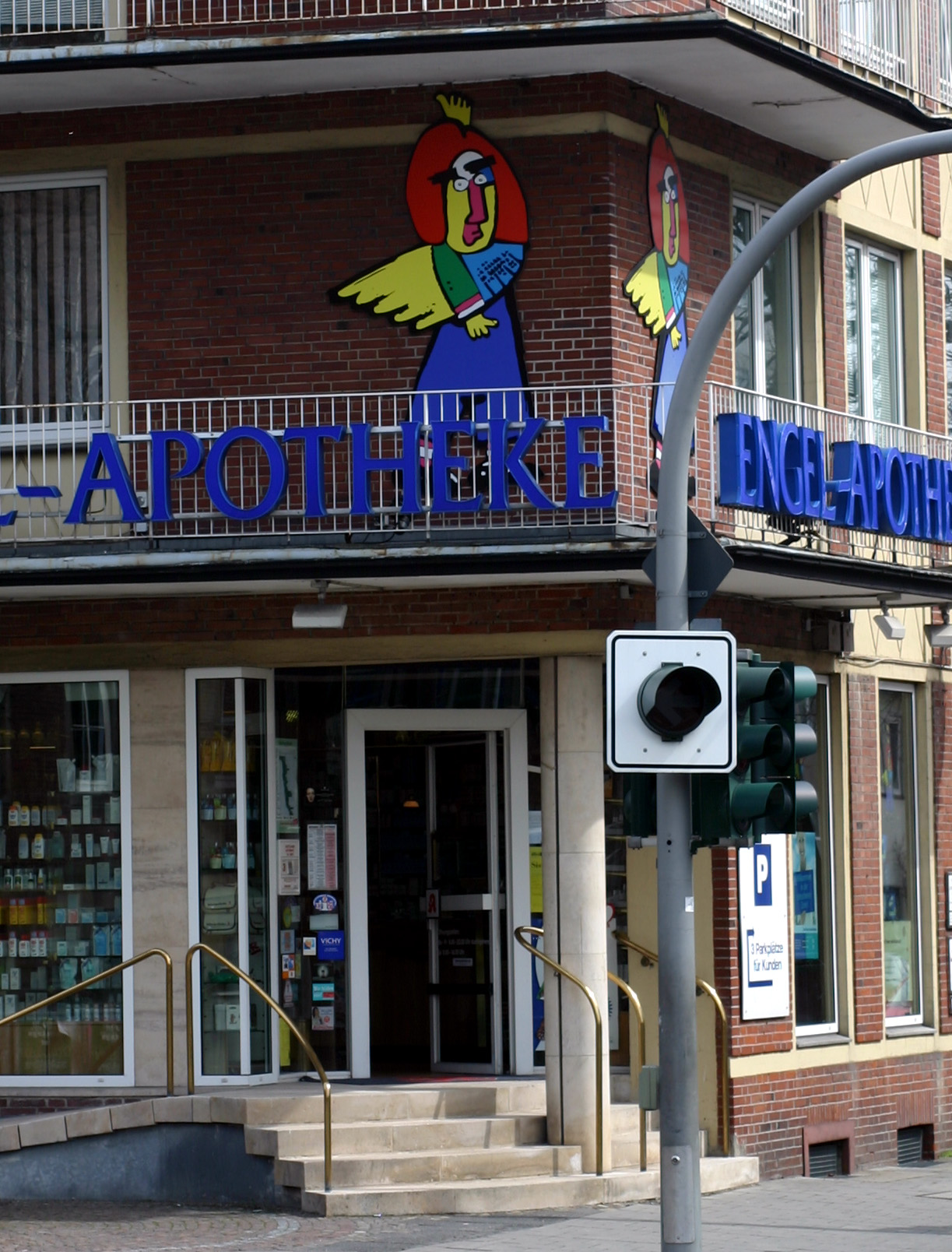
Engel an der Engel-Apotheke in Münster

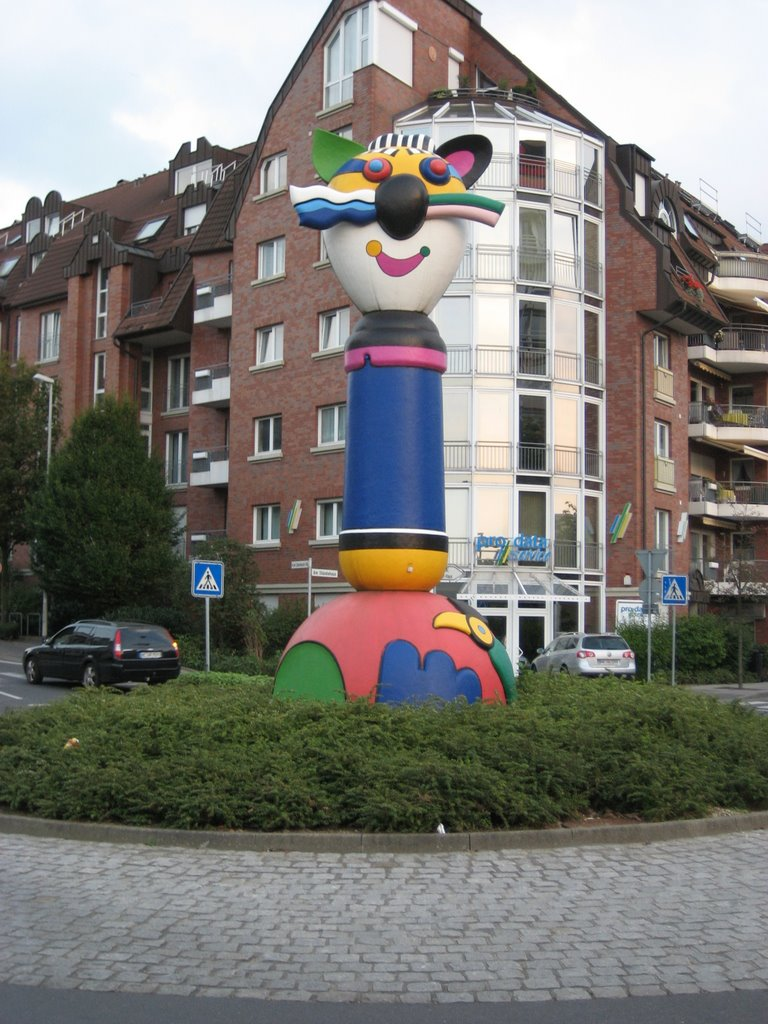
Turmkater in der Grevenbroicher Innenstadt

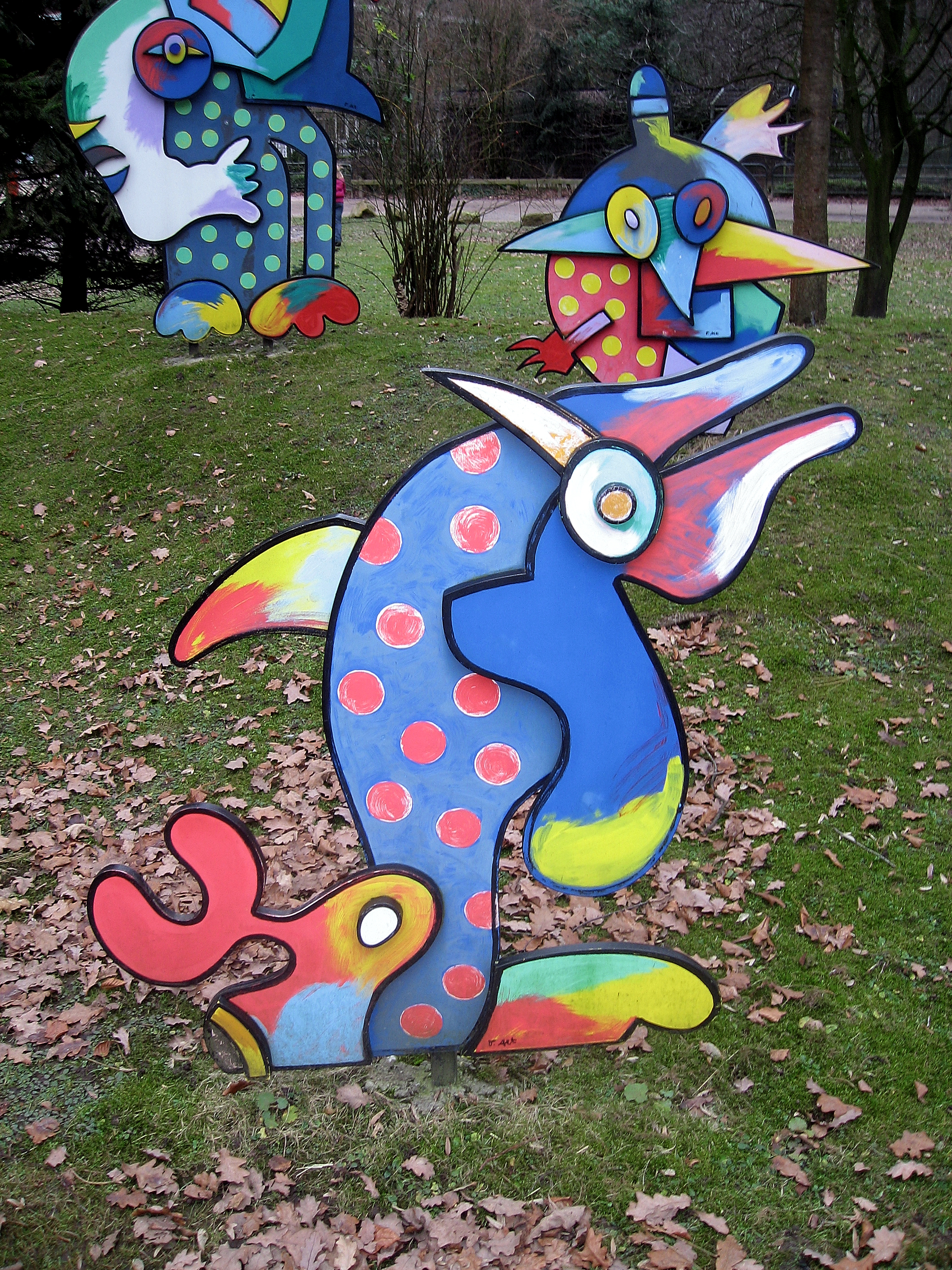
Tierplastiken im Allwetterzoo Münster

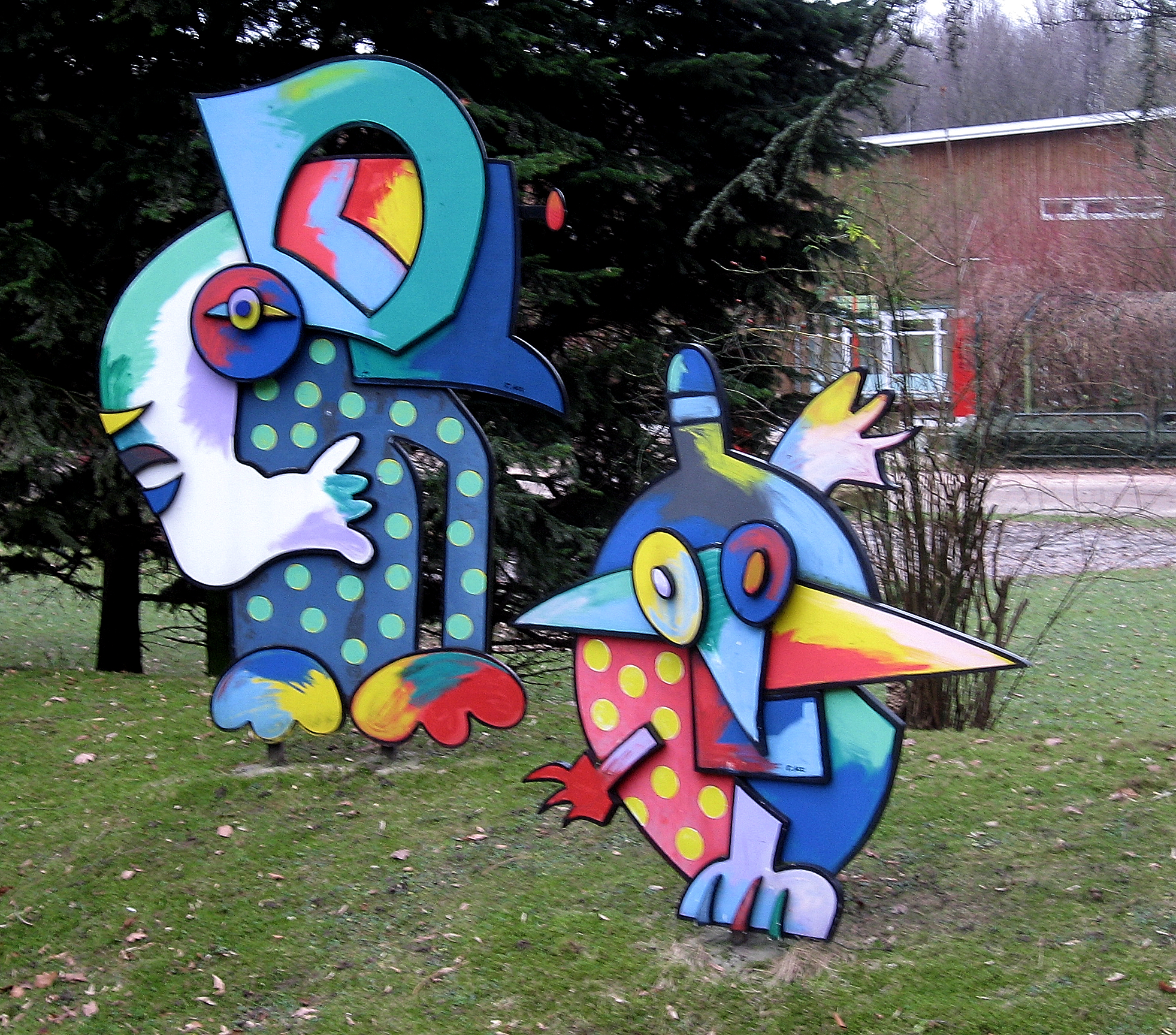
Tierplastiken im Allwetterzoo Münster

- 1979: Eisenplastiken für die Bundesgartenschau in Bonn
- 1981: Großer Springbrunnen an der Tierklinik Hochmoor
- 1983: Kragenblume, Kleinplastik, Bronzeguss; Gießerei Kraatz[17]
- 1985: Springbrunnen für die Stadt Wiesloch
- 1986: Springbrunnen für die Stadt Duisburg
- 1987: Eisenplastik für die Stadt Kamen[18]
- 1999: Die Sängerin für die Stadt Oberhausen[19]
- 2001: Skulpturen für die Landesgartenschau Oelde, sowie Würfelskulpturen an der A2, Ausfahrt Oelde
- 2005: Engel auf der Alten Post in der Stadt Eckernförde[20]
- 2005: Der Wächter, Bahnhofstraße Sinsheim[21]
- 2022: Plastiken für den Pilgerpfad Franziskusweg in der Stadt Werl[22][23]

## Öffentliche Sammlungen (Auswahl)
- Kunstmuseum Walter
- Indianapolis Museum of Art
- Wilhelm-Fabry-Museum
- AutoMuseum Volkswagen
- Deutsches Freimaurermuseum Bayreuth
- Vier-Jahreszeiten-Park Oelde, sowie Abfahrt Oelde an der A2

## Ausstellungen (Auswahl)
- 1977, 25. November–Januar 1978: Gouachen und Ölbilder, Galerie Vömel, Düsseldorf[24]
- 1986: Augen – Blick Mal![25]
- 1990: Otmar Alt – Glasgrotesken, Veste Coburg[26]
- 1994: Schopfheim Stadtmuseum, KVS Ausstellung 12
- 1997: Otmar Alt – Die Kraft zur Synthese, Kunsthalle Darmstadt,[27]
- 2000: Der Tisch des Zauberers – Otmar Alt Retrospektive, Zitadelle Spandau[28]
- 2005, 7. Oktober–27. November Phantasie erleben – Otmar Alt in der Evelyn-Glashütte Amberg; Alte Feuerwache Amberg[29]
- 2007 (zusammen mit der Goldschmiedin Anja Schlader): Männlich–Weiblich – Bilder–Schmuck–Keramik[30]
- 2007, 27. Mai–22. Juli: Otmar Alt – Das Wagnis der Phantasie, in der Peter-Maffay-Stiftung, Mallorca[31]
- 2007: Ganz Alt – Wie bunt war die Vergangenheit wirklich? Die Archäologie des Eiszeitalters, umgesetzt von Otmar Alt. Mainz (Römisch-Germanisches Zentralmuseum)[32]
- 2010: Otmar Alt. Zeichensetzer unserer Zeit. Jubiläumsausstellung zum 70. Geburtstag Otmar Alts, Kronach, Festung Rosenberg
- 2011: pro Kunsthalle e. V. für die Kunsthalle Rostock: Otmar Alt – Arbeiten aus fünf Jahrzehnten. Rostock 2011.
- 2015, April–August: Badenweiler, Die Welt wird bunter … Galerie Lebenskunst[33]
- 2015, 14. April–31. Mai: Kosmos, Internationale Kunstakademie Heimbach[34]
- 2018, 3. Februar–27. Mai: Riegel am Kaiserstuhl, Otmar Alt – Lebenswege[35]

## Filmografie
- 1982: Otmar Alt – Der Mann aus dem Rote-Grützeland (Film)
- 1992: Otmar Alt (Video), Edition Schnake, Münster 1992, Produktion: Fontana Film GmbH, Köln; ProfiMAZ GmbH, Bochum
- 2000: Otmar Alt – Leben und Werk (DVD), Otmar Alt GmbH, Hamm. Produktion: Zimmer Film, Welver
- 2001: Otmar Alt – Das Interview (DVD), wie vor
- 2010: Otmar Alt – Zeichensetzer unserer Zeit (DVD), M&W GmbH, Rüthen-Kallenhardt. Realisation: Sauerland-Media, Arnsberg

## Weitere Ehrungen
- 1967: Franz Roh Preis Collage 67[36]
- 1991: Kulturpreis der deutschen Freimaurer
- 1994: Bürger des Ruhrgebiets
- 2005: Steiger Award der Stadt Bochum[1]
- 2005: Kulturpreis der Stadt Wernigerode[1]
- 2010: Ehrenring der Stadt Hamm[37]
- 2021: Verdienstorden des Landes Nordrhein-Westfalen